# Кратеропа плямистовола
Кратеро́па плямистовола (Turdoides tenebrosa) — вид горобцеподібних птахів родини Leiothrichidae. Мешкає в Африці на південь від Сахари.

## Поширення і екологія
Плямистоволі кратеропи мешкають в Центральноафриканській Республіці, Південному Судані, Ефіопії, Уганді і Демократичній Республіці Конго. Вони живуть в чагарникових заростях і саванах. Зустрічаються на висоті від 600 до 1200 м над рівнем моря.